# Warhammer 40,000: Dawn of War - Dark Crusade
Warhammer 40,000: Dawn of War — Dark Crusade — відеогра жанру стратегії в реальному часі, друге доповнення до гри Warhammer 40,000: Dawn of War, розроблене Relic Entertainment і видане THQ у 2006 році. Доповнення самостійне та не вимагає наявності оригінальної гри.
Сюжет гри заснований на битві кількох фракцій всесвіту Warhammer 40,000 за планету Кронус. На відміну від попередніх ігор, він є нелінійним, а режим кампанії має риси глобальної стратегії. Гравцеві доступно на вибір сім рас: Космодесант, Імперська Гвардія, Хаос, орки, елдари, некрони та тау.

## Ігровий процес

### Основи
Як і в оригінальній Dawn of War, гравець розбудовує базу, збирає ресурси та воює з противниками. У режимі кампанії наявні сюжетні історії за 7 рас, що зводяться до знищення всіх противників та отримання повного контролю над Кронусом. Вони подаються через відео- та текстові вставки при завоюванні ключових територій та перемозі над якоюсь із рас. Планета Кронус розділена на 22 провінції, які гравець бачить на глобальній карті. Кожна раса починає кампанію на своїй основній базі, розташованій в наперед визначеній провінції. Переміщення військ по карті відображається пересуванням фігурки лідера раси в даному конфлікті. У звичайних умовах свою армію можна переміщувати тільки один раз на крок і тільки в сусідню провінцію. Кожного кроку всі раси здійснюють якусь дію, як то переміщення чи битва. Ступивши на ворожу провінцію або зазнавши нападу, гравець починає битву в реальному часі.
Звичайні провінції розширюють володіння і приносять щокроку певну кількість ресурсів, з якими гравець починатиме битви, та елітні війська. Деякі провінції дають бонуси її власнику. Відпочатку кожна раса володіє однією з таких провінцій, де розміщена основна база. Такі провінції відповідно мають сильну оборону, а втративши її раса вибуває з гри. При захопленні провінції «Космопорт Павоніс» можливе перекидання військ в будь-яку провінцію (навіть захоплену ворогом), крім базових. При захопленні «Пустки Ереса» гравець зможете атакувати на глобальній карті два рази за крок.
Кожен лідер починає кампанію зі стандартною екіпіровкою. Захоплюючи і утримуючи провінції, лідер нагороджується очками, які можна витрачати на поліпшену екіпіровку. Наприклад, брат-капітан Давіан Тул спочатку має стандартний болт-пістолет і ланцюговий меч. Цей болт-пістолет можна модернізувати в плазмовий пістолет, а меч — в силовий меч. Також можна придбати додаткову екіпіровку, яка дає лідеру нові здібності, такі як телепортація, здатність бачити замаскованих солдатів тощо Також існують доповнення, отримати які можливо тільки після отримання всіх інших.

### Умови захоплення столиці супротивника
- Імперська гвардія. Знищення головного штабу.
- Космодесант. Знищення головного штабу.
- Орки. Вбити Горгуца.
- Тау. Вбити Ефірного Аун'Еля Ші'Ореса.
- Некрони. Закласти бомбу в святилищі некронів.
- Хаос. Зруйнувати всі фрагменти варп-порталу.
- Елдари. Захопити і утримувати всі фрагменти Великих Зоряних брам протягом 10 хвилин або ж повністю знищити передову базу елдарів.

### Ігрові раси
У грі наявні сім рас — чотири з оригінальної гри Warhammer 40,000: Dawn of War (Космодесант, Хаос, орки, елдари), одна з доповнення Warhammer 40,000: Dawn of War - Winter Assault (Імперська Гвардія) і дві раси, що були додані власне у Warhammer 40,000: Dawn of War — Dark Crusade (тау і некрони).
Некрони — прадавні скелетоподібні роботи, котрі, згідно своєї програми, прагнуть винищити все живе. Вони не використовують ресурс реквізиції, а лише енергію. За захоплення стратегічних точок отримують бонус до швидкості виробництва військ, якщо звести на них Обеліск. Точки можуть захоплювати тільки будівельники — Скарабеї. Після зведення 5-и Обелісків результат більше не сумується, досягаючи 100 %. Війська вирізняються повільністю, але значною стійкістю і силою.
Війська: Скарабеї, Воїни Некронів, «Привид», «Безсмертні», «Освіжовані», «Парії»; Лорд Некронів, Лорд-руйнівник, Сутність Того-хто-несе-ніч; Могильний павук (створює Атакуючих Скарабеїв), «Руйнівник», Важкий «Руйнівник», Відроджений Моноліт.
Імперія тау — молода раса, яка швидко розвивається та уклала союз з кількома менш розвиненими технологічно расами. Зокрема тау користуються послугами найманців веспідів та крутів різних видів. Імперія тау володіє просунутими технологіями, широким набором піхоти і спеціалізується на дистанційному бою.
Війська: Будівельник Касти Землі, Невидимий загін XV15, Веспіди-Жалокрили, Загін Касти Вогню, Крути-хижаки, Формувач Крутів, Загін Слідопитів, Бойовий костюм XV88, Бойовий костюм XV8, Зграя Крутів-гончаків, Тілоохоронці Шас'уі; Командир Тау, Ефірний; Носій «Морський чорт», Ракетний корабель «Небесний промінь», Загін дронів, Провісник дронів, Корабель «Молотоглав»; Крутокс, Великий Кнарлок.

## Сюжет

### Дія
Гра не має чітко визначеного сюжету, як оригінальна Dawn of War і доповнення Winter Assault. Кампанія починається на планеті Кронус, за яку борються сім рас всесвіту Warhammer 40,000, з-поміж яких гравець обирає одну, а решта відповідно стають ворогами, борючись кожна сама за себе. Кінцевою метою є захоплення всієї території планети Кронус, знищення армій супротивників та захоплення їхніх основних баз. Після остаточної перемоги гравець отримує відеоролик та текстовий опис наслідків дій обраної раси.
Першими на планеті Імперіуму Кронус з'явилися некрони, що спали під її поверхнею мільйони років, аби згідно своєї програми очистити її від життя. Крізь варп згодом прибули сили Хаосу поширити свою владу та знищити сили Імперіуму, а за ними Імперія тау згідно свого плану колонізації. Імперська гвардія стала на захист планети, тоді як місцеві орки побачили нагоду почати нову війну, заради якої й живуть. Елдари, дізнавшись про пробудження некронів, таємно з'явилися на Кронусі, оскільки ті є їхніми давніми ворогами. В свою чергу Космодесант, а саме орден Кривавих воронів, висадився на планеті усунути єретиків та будь-які інші загрози, зустрівши відмову Імперської гвардії відступити.

### Перемога
- Хаос: Кронус під гнітом Хаосу став оскверненою планетою, спотвореною демонічними силами. Вцілілі люди або наверталися у поклоніння Хаосу Неподільному, або приносилися в жертву Темним Богам. На Кронус згодом прибули нові війська, щоб під проводом Еліфаса Спадкоємця вирушити до сегментуму Ультима, а потім і до Святої Терри, чим почали одну з найпохмуріших сторінок історії Імперіуму.

- Орки: Горгуц добив всіх ворогів, які ще залишилися, і зажив рідкісної слави вбивці всіх разом: тау, Хаосу, Імперської гвардії, Космодесанту, некронів і елдарів. Всі клани орків Кронуса визнали його владу та взялися будувати з награбованого космічні кораблі, щоб вирушити за новими завоюваннями. Планета перетворилася на оплот орків у цьому регіоні галактики, куди орди звозили здобич і поповнювали там свої ряди. Ще багато років відтоді Горгуц здійснював набіги на Імперію тау та східні межі Імперіуму людства.

- Некрони: знищивши всіх жителів Кронуса, некрони знову стали його повноправними господарями, як мільйони років тому. Скарабеї зруйнували екосистему планети, перетворивши її у величезну стерильну пустелю, а енергетичними імпульсами Кронус було позбавлено навіть бактерій. Спроби елдарів, тау і Імперської гвардії висадитися на Кронус не увінчалися успіхом — величезні кораблі-гробниці Некронів легко відбивали будь-які атаки супротивників. З Кронуса почався наступ на Імперію тау і Ультрамар до більшої слави К'Тана Того, хто несе ніч.

- Космодесант: після того, як Космодесантники добили останніх ворогів, корабель «Литанія Люті» ще якийсь час охороняв планету. Командування Імперської гвардії Кронуса подало позов проти ордена Кривавих воронів за напади на них, через що на Кронус прибула Інквізиція розслідувати справу. Проте Кривавих воронів було виправдано, оскільки Лукас Олександр не виконав наказу Космодесанту відступити. Разом з тим Інквізиція почала пильніше слідкувати за орденом, а багато хто в Імперській гвардії поклявся ніколи не забути їхньої суворості. Попри фактичну перемогу на Кронусі, все це в майбутньому вилилося в одну з найсумніших сторінок історії Кривавих воронів.

- Імперська Гвардія: після того, як Лукас Олександр очистив систему від ворогів, він став національним героєм і отримав посаду губернатора Кронуса. Його було виправдано за зіткнення з Космодесантом, оскільки цього вимагав даний йому попередньо наказ не відступати і він дотримався його, попри всі конфлікти. На Кронус прибули численні техножерці, щоб відбудувати зруйновані міста і вивчити знайдені прадавні технології. Війська Олександра згодом забезпечили мир по всій планеті та відправилися на службу в інші регіони галактики.

- Елдари: розбивши основні сили противників на Кронусі, елдари швидко покинули планету на космічному кораблі «Видіння Ліліт». Залишки ворожих військ ввергнули планету в анархію на багато століть, а істинні мотиви прибуття елдарів на Кронус так і лишилися нез'ясованими. Висувалися лише припущення, що Тальдіра передбачила появу там сильних лідерів, які могли б завадити елдарам в майбутньому, і завдала випереджувального удару.

- Імперія Тау: планета перейшла під владу тау, де ті укріпилися і згодом прислали колонізаційні кораблі. Частині людського населення було дозволено покинути планету, решта ж було асимільовано суспільством тау. Агресивна демографічна політика за кілька десятиліть скоротила кількість людей до 5 % від тої, що була на момент перемоги. Зокрема це досягалося таборами військової підготовки, де чоловіки і жінки трималися поокремо. Коли Кронус повноправно увійшов до Третьої сфери Імперії тау, людей там практично не лишилося.

### Поразка
- Імперська гвардія: останніх захисників бази оточують вороги і Олександр віддає наказ підірвати ядро розташованої та зброї «Пекельний шторм». Техножрець виконує наказ, вибух зброї знищує базу разом з нападниками.
- Космодесант. Апотекарій забирає тіло Давіана Тула на корабель для збереження його геносімені. Поле бою на місці монастиря-фортеці накриває орбітальне бомбардування.
- Орки. Горгуц підриває бомбу в таборі й втікає з орком зі своєї свити, лаючись через невдачу.
- Тау. Загнаний в кут Ефірний Аун'Ель Шіо'рес гине під пострілами. Його тіло вивозить з планети головнокомандувач Шас'О Каїс. Місто О'рес Ташн евакуюється під атаками ворога.
- Некрони. Герой ворога закладає бомбу в самому серці катакомб і через 8 хвилин тікає на поверхню. Бомба вибухає і склепіння підземелля обрушується, поховавши всіх некронів під землею.
- Хаос. Велика Брама Варпу руйнується військами противника. Еліфас Спадкоємець потрапляє у Варп, де його вбиває розгніваний невдачею Князь демонів.
- Елдари. Всі три фрагменти Великих Зоряних Брам захоплені ворогом, запечатані і потім повністю знищені. Елдари виявляються замкнутими на Кронусі, не маючи можливості відступити в Павутину. Аватар Кхейна гине, і деморалізовані елдари рятуються втечею. Ясновидяча Тальдіра відмовляється тікати і приймає бій проти ворожих армій. У результаті вона так чи інакше гине далеко від свого рідного світу Ультве.

### Канонічне закінчення
У продовженні серії, Dawn of War II, згадується перемога Кривавих воронів під проводом брата-капітана Давіана Тула на Кронусі. В доповненні Retribution до нього в кампанії за елдарів зазначається, що Тальдіра загинула на Кронусі, хоч елдари пізніше змогли забрати Камені душ палих побратимів. Її ж камінь опинився в магістра ордена Кривавих воронів як трофей.

## Оцінки й відгуки
| Агрегатор    | Оцінка |
| ------------ | ------ |
| GameRankings | 87%    |
| Metacritic   | 87 %   |

| Видання        | Оцінка |
| -------------- | ------ |
| GameSpot       | 8.8/10 |
| IGN            | 8.7/10 |
| PC Gamer (США) | 79 %   |

Доповнення отримало схвалення гравців і критиків, здобувши середню оцінки 87 % однаково на агрегаторах Metacritic та GameRankings.
GameSpot Dark Crusade було названо доповненням, що «робить оригінальну гру свіжою і цікавою навіть через два роки», за її нелінійну кампанію, графіку та стабільний мультиплеєр, і оцінено у 8,8 балів з 10.
IGN відгукнулися про нього як про одну з найкращих RTS свого часу та оцінили у 8,7 балів з 10. Зокрема вирізнялися збільшена значущість героїв, різноманітні чіткі завдання в кампанії та різноманітність протиборчих фракцій. Разом з тим вказувалося, що кампанії складні на початку, але ближче до кінця, коли гравці володіють великими арміями, вони майже не зазнають спротиву. Також зауважувалось, що поведінка ворогів у кампанії не завжди раціональна. Згідно з рецензією, бої в доповненні більше нагадують бої в Company of Heroes, що зрештою йде на користь грі загалом.
Критики з GameSpy відзначили продуманий баланс ігрових рас, однаково вдалий як в кампанії, так і в багатокористувацькій грі. З позитивних нововведень вказувалися нові війська, перероблена система високорівненвих бойових одиниць і самостійність Dark Crusade.